# Schloss Östanå

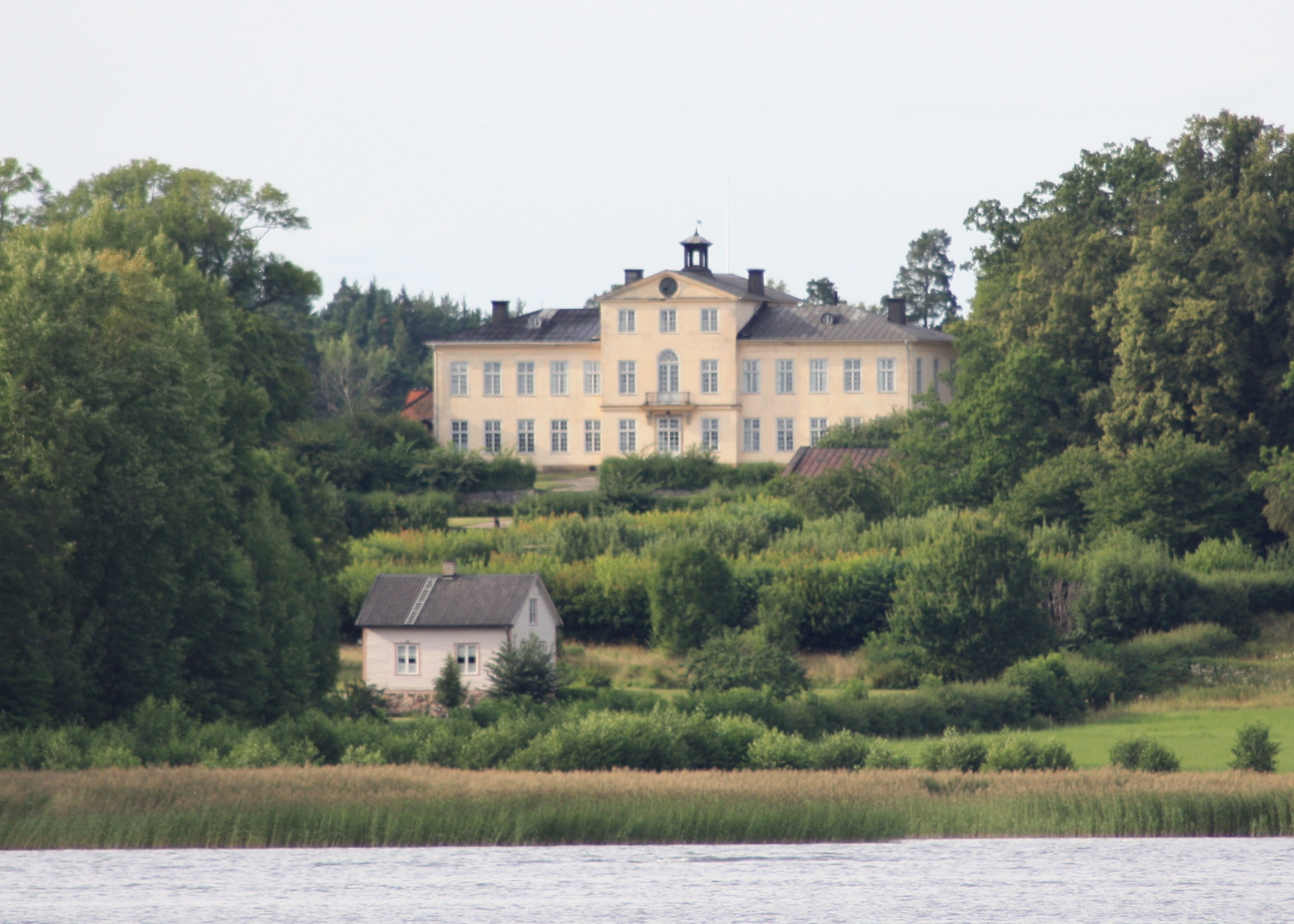
Schloss Östanå

Schloss Östanå (schwedisch Östanå slott) liegt zwischen Stockholm und Norrtälje in der historischen Provinz Uppland.
Östanå war eines der Schlösser im Stockholmer Schärengarten, welche 1719 von dem russischen Heer gebrandschatzt wurden. Auf dem Besitz des Schlosses wurde 1629 Vira bruk gegründet, ein Waffenlieferant für den schwedischen Staat und die schwedische Krone im Laufe des Dreißigjährigen Krieges und bis zum 18. Jahrhundert.
Östanå befindet sich in schöner Lage auf Terrassen, welche in das Meer münden. Es ist von einem Barockgarten umgeben sowie einem Park mit starkem Wildwuchs.
Das Hauptgebäude wurde in den Jahren 1791 bis 1794 nach Entwürfen von Degenaer und Louis Jean Desprez für Simon Bernhard Hebbe (1726–1803) errichtet. Das Schloss besteht aus einem zweigeschossigen Rechteck und einem Mittelgebäude mit drei Stockwerken.

## Geschichte
Östanå befand sich 1433 im Besitz von Anders Isaksson Banér. Schloss Östanå wurde danach in den Geschlechtern Banér, Bååt (15. Jahrhundert bis 1654), Fleming und Wrede vererbt.
In der Nähe von Östanå liegt die Holzkirche zu Roslags-Kulla, welche Anfang des 17. Jahrhunderts gebaut wurde.